# Karl Anton Neugebauer
Karl Anton Neugebauer (* 4. November 1886 in Charlottenburg; † 27. Juni 1945 in Berlin-Dahlem) war ein deutscher Klassischer Archäologe.

## Leben, Karriere und Leistungen
Karl Anton Neugebauer war Sohn des Verlagsbuchhändlers Franz Neugebauer, der eine viel gelesene Hausfrauenzeitschrift herausgab. In ihr verfasste auch Neugebauers Mutter Ottilie Opitz literarische Beiträge. Als der Vater starb, war Neugebauer gerade elf Jahre alt war. Dadurch entstand in der Folgezeit eine enge Bindung zwischen Mutter und Sohn. Der musisch wie geistig begabte junge Mann wollte zunächst eine künstlerische Karriere einschlagen. Er wollte Sänger werden und galt als talentierter Geigenspieler. 
Nach dem Abitur am Askanischen Gymnasium in Berlin, wo er von Adolf Trendelenburg für die Antike begeistert wurde, begann er ein Studium der Klassischen Philologie in Berlin und später in Tübingen. Seit 1907/08 studierte er Klassische Archäologie an der Universität Leipzig bei Franz Studniczka. Mit der Arbeit Studien über Skopas wurde er 1913 in Leipzig promoviert. Danach war er kurzzeitig Assistent an der Antikensammlung der Universität Leipzig, bevor er 1914 er mit dem Reisestipendium des Deutschen Archäologischen Instituts den Mittelmeerraum bereisen konnte. Dabei nahm er an von Theodor Wiegand geleiteten Ausgrabungen im Heraion von Samos teil.
Auf Wiegands Betreiben wurde Neugebauer an der Antikenabteilung der Berliner Museen angestellt. 1916 wurde er als Soldat in den Ersten Weltkrieg eingezogen und geriet später in französische Kriegsgefangenschaft. Erst 1920 wurde er bei den Berliner Museen wieder eingestellt. Für sechs Monate war er vom 1. April 1920 an kommissarischer Verwalter der freien Direktorialassistentenstelle bei der Skulpturensammlung. Ab Oktober 1920 war er Kustos bei der Sammlung antiker Bildwerke und beim Antiquarium. Sechs Jahre später wurde er ihm die Amtsbezeichnung „Kustos und Professor“ verliehen. Nach 1933 war eine weitere Karriere im nationalsozialistischen Deutschland nicht mehr möglich, da Neugebauers Ehefrau, die Konzertsängerin Erna Jacobi, jüdischer Herkunft war. Während der NS-Zeit nahm sich sein ältester Sohn das Leben. Neugebauer starb nach Kriegsende an den Folgen einer Operation.
Neugebauers Arbeit an der Berliner Antikenabteilung entsprach seinen Neigungen und Fähigkeiten. Seine Kenntnisse der antiken Kunstwerke und Literatur verbanden sich mit einem sicheren Formgefühl und einem kritischen Urteilsvermögen. Er war einer der letzten Archäologen, der die Archäologie(n) noch in ihrer Gesamtheit beherrschte und auf allen Bereichen forschend tätig war. Vor allem auf dem Gebiet der antiken Bronzen galt er als herausragender Kenner. Als Museumsmitarbeiter vermittelte er durch Vorträge, Führungen, Publikationen und archäologische Fortbildungskurse sein Wissen einer breiten Öffentlichkeit.
Neugebauers Grab befand sich auf dem Waldfriedhof Dahlem im Berliner Bezirk Steglitz-Zehlendorf.

## Publikationen
- Studien über Skopas, Seemann, Leipzig 1913 (Beiträge zur Kunstgeschichte, Neue Folge, Bd. 39)
- Antike Bronzestatuetten, Schoetz & Parrhysius, Berlin 1921 (Kunst und Kultur, Bd. 1)
- Asklepios. Ein Beitrag zur Kritik römischer Statuenkopien, Vereinigung wissenschaftlicher Verleger, Berlin 1921 (Winckelmannsprogramme der Archäologischen Gesellschaft zu Berlin, Bd. 78)
- Griechische Bronzen, Bard, Berlin 1923 (Meisterwerke in Berlin)
- Bronzegerät des Altertums, Velhagen & Klasing, Bielefeld 1927 (Bilderhefte zur Kunst- und Kulturgeschichte des Altertums, Bd. 2)
- Bronzestatuette des Narkissos von Mechtersheim, de Gruyter, Berlin 1927 (Winckelmannsprogramm der Archaeologischen Gesellschaft zu Berlin, Bd. 87)
- Die minoischen und archaisch-griechischen Bronzen, de Gruyter, Berlin-Leipzig 1931 (Katalog der statuarischen Bronzen im Antiquarium der Staatlichen Museen zu Berlin, Bd. 1)
- Die griechischen Bronzen der klassischen Zeit und des Hellenismus (Herausgegeben von Carl Blümel), Akademie, Berlin 1951